# Светско првенство у атлетици у дворани 1987 — скок увис за жене
Такмичење у скоку увис у женској конкуренцији на 1. званичном Светском првенству у атлетици у дворани 1987. у Индијанаполису је одржано 8. марта у спортској дворани Hoosier Dome. Због малог боја учесница одржано је само финале.

## Земље учеснице
Учествовало је 14 такмичарки из 10. земаља.
1. Бугарска (2)
2. Западна Немачка  (1)
3. Источна Немачка  (1)
4. Јапан (1)
5. Канада (1)
6. Мађарска (1)
7. САД (2)
8. СССР (2)
9. Пољска (2)
10. Уједињено Краљевство (2)

## Рекорди
| Рекорди пре почетка Светског првенства у дворани 1987. | Рекорди пре почетка Светског првенства у дворани 1987. | Рекорди пре почетка Светског првенства у дворани 1987. | Рекорди пре почетка Светског првенства у дворани 1987. | Рекорди пре почетка Светског првенства у дворани 1987. |                                         |
| ------------------------------------------------------ | ------------------------------------------------------ | ------------------------------------------------------ | ------------------------------------------------------ | ------------------------------------------------------ | --------------------------------------- |
| Светски рекорд                                         | 2,04                                                   | Стефка Костадинова                                     | Бугарска                                               | Ђенова, Италија                                        | 31. јануар 1987.                        |
| Рекорд светских првенстава                             | није било светских првенстава у дворани                | није било светских првенстава у дворани                | није било светских првенстава у дворани                | није било светских првенстава у дворани                | није било светских првенстава у дворани |
| Најбољи резултат сезоне у дворани                      | 2,04                                                   | Стефка Костадинова                                     | Бугарска                                               | Ђенова, Италија                                        | 31. јануар 1987.                        |
| Европски рекорд                                        | 2,04                                                   | Стефка Костадинова                                     | Бугарска                                               | Ђенова, Италија                                        | 31. јануар 1987.                        |
| Северноамерички рекорд                                 | 2,00                                                   | Колин Сомер                                            | САД                                                    | Отава, Канада                                          | 13. фебруар 1982.                       |
| Јужноамерички рекорд                                   |                                                        |                                                        |                                                        |                                                        |                                         |
| Афрички рекорд                                         |                                                        |                                                        |                                                        |                                                        |                                         |
| Азијски рекорд                                         |                                                        |                                                        |                                                        |                                                        |                                         |
| Океанијски рекорд                                      |                                                        |                                                        |                                                        |                                                        |                                         |
| Рекорди после Светског првенства у дворани 1987.       |                                                        |                                                        |                                                        |                                                        |                                         |
| Светски рекорд                                         | 2,05                                                   | Стефка Костадинова                                     | Бугарска                                               | Индијанаполис, САД                                     | 8. март 1987.                           |
| Рекорд светских првенстава                             | 2,05                                                   | Стефка Костадинова                                     | Бугарска                                               | Индијанаполис, САД                                     | 8. март 1987.                           |
| Најбољи резултат сезоне у дворани                      | 2,05                                                   | Стефка Костадинова                                     | Бугарска                                               | Индијанаполис, САД                                     | 8. март 1987.                           |
| Европски рекорд                                        | 2,05                                                   | Стефка Костадинова                                     | Бугарска                                               | Индијанаполис, САД                                     | 8. март 1987.                           |

### Најбољи светски резултати у 1987. години
Десет најбољих светских такмичарки у скоку увис у дворани 1987. године пре почетка првенства (6. марта 1987), имале су следећи пласман на светској ранг листи.
| 1  | Стефка Костадинова | Бугарска        | 2,04 | 31. јануар  |
| 2  | Сусана Бајер       | Источна Немачка | 2,01 | 8. фебруар  |
| 3  | Емилија Драгијева  | Бугарска        | 1,98 | 14. фебруар |
| 4  | Лиса Барнхаген     | САД             | 1,97 | 21. фебруар |
| 5  | Марина Дектјар     | Совјетски Савез | 1,95 | 11. јануар  |
| 6  | Хајке Редецки      | Западна Немачка | 1,95 | 6. фебруар  |
| 7  | Деби Брил          | Канада          | 1,95 | 7. фебруар  |
| 8  | Марина Доронина    | Совјетски Савез | 1,94 | 15. јануар  |
| 9  | Олга Турчак        | Совјетски Савез | 1,94 | 15. јануар  |
| 10 | Андреја Бијенијас  | Источна Немачка | 1,94 | 25. јануар  |

Такмичарке чија су имена подебљана учествују на СП 1987.

## Сатница
| Датум         | Време | Ниво   |
| ------------- | ----- | ------ |
| 8. март 2013. |       | Финале |

## Освајачице медаља
|                              |                               |                            |
| Стефка Костадинова, Бугарска | Сусане Бајер, Источна Немачка | Емилија Дргијева, Бугарска |

## Резултати

### Финале
| Место | Атлетичарка        | Земља                | ЛР   | ЛРС  |  | Резултат | Белешка |
| ----- | ------------------ | -------------------- | ---- | ---- |  | -------- | ------- |
|       | Стефка Костадинова | Бугарска             | 2,06 | 2,04 |  | 2,05     | СР, ЕР  |
|       | Сузане Бајер       | Источна Немачка      | 2,01 | 2,01 |  | 2,02     | НР      |
|       | Емилија Драгијева  | Бугарска             | 1,98 | 1,98 |  | 2,00     | ЛР      |
| 4.    | Тамара Бикова      | СССР                 | 2,03 |      |  | 1,94     | ЛРС     |
| 5.    | Дајана Дејвис      | Уједињено Краљевство | 1,91 | 1,91 |  | 1,91     | =ЛР     |
| 6.    | Хејке Радецки      | Западна Немачка      |      |      |  | 1,91     | ЛРС     |
| 7.    | Катрена Џонсон     | САД                  | 1,91 | 1,91 |  | 1,91     | =ЛР     |
| 8.    | Олга Турчак        | СССР                 |      | 1,94 |  | 1,91     |         |
| =9.   | Каталин Штерк      | Мађарска             | 1,99 | 1,91 |  | 1,88     |         |
| =9.   | Рита Грејвс        | САД                  |      |      |  | 1,88     |         |
| =11.  | Мегуми Сато        | Јапан                | 1,91 |      |  | 1,85     |         |
| =11.  | Уршула Кјелан      | Пољска               | 1,94 |      |  | 1,85     |         |
| 13.   | Елжбјета Трилињска | Пољска               |      |      |  | 1,80     |         |
| —     | Деби Брил          | Канада               | 1,99 |      |  | НС       |         |